# Juangodoyite
La juangodoyite è un minerale.